# Shoot Wrestling
Shoot Wrestling (englisch Shoot = schießen und Wrestling = Ringen) ist eine Kampfsportart aus dem Grappling-Bereich. Sie zählt zu den Mixed-Martial-Arts-Stilen und basiert auf der Vermischung von Ringer-Techniken mit Schlägen und Tritten. Shoot Wrestling dient auch als Oberbegriff für eine Reihe von Mischkampfsportarten auf der Basis des Ringens wie Shoot Fighting, Shootoo, das wesentlich ältere Pankration und Shoot Boxing.

## Stil
Das Shoot Wrestling ist als früher Vorläufer des Mixed Martial Arts zu sehen, wobei der Schwerpunkt auf dem Ringkampf liegt. In erster Linie beschreibt er einen Kampfstil, der sich Techniken aus dem Ringen, Judo und dem Sambo bedient, aber auch Tritt- und Schlagtechniken aus dem Muay Thai und dem Karate bezieht. Es existiert kein eigenständiges Regelwerk, die unterschiedlichen Schulen handhaben den Wettkampf mit eigenen Regeln. Allerdings existieren generelle Gemeinsamkeiten: Die Kämpfe finden in einem Ring statt. Erlaubt sind neben den Ringtechniken auch Schläge und Tritte. Da die beiden Kontrahenten jedoch keine Handschuhe tragen, sind diese nur zum Körper erlaubt oder müssen mit der offenen Hand geschlagen werden. Einige Vereine erlauben sogar Kopfstöße. Ein Kampf endet im Regelfall durch Aufgabegriffe, sogenannte Submissions. Aber auch ein Knockout ist möglich. Wie im Brazilian Jiu-Jitsu wird der Bodenkampf bevorzugt.
Aus dem Shoot Wrestling entwickelten sich weitere Stile. So war das japanische Shooto ursprünglich eine Shoot-Wrestling-Organisation, die sich dem Vale Tudo verschrieb.

## Geschichte
Der in Japan äußerst populäre deutsche Wrestler Karl Gotch unterrichtete in den 1970ern das traditionell-britische  Catch Wrestling in Japan. Einer seiner bekanntesten Schüler war Antonio Inoki. Inoki wollte das Profi-Wrestling wieder realistischer machen und gründete zu diesem Zweck die Organisation New Japan Pro-Wrestling, deren Kämpfer die Ring- und Aufgabe-Techniken Gotchs erlernten. Mit seinem als Shoot Wrestling bezeichneten Kampfstil trat Inoki auch gegen mehrere andere Kampfsportler zu Vergleichskämpfen an, die gewissermaßen Vorläufer der heutigen Mixed Martial Arts waren. Unter anderem trat er auch gegen Muhammad Ali an. Obwohl der Kampf unentschieden endete, verletzte sich Ali schwer am Schienbein.
Während New Japan Pro Wrestling im Laufe der Jahre zu einer Wrestling-Liga mit Schaukämpfen wurde, verbreitete sich der Stil auf der ganzen Welt aus. Ein eigenes Regelwerk oder ein eigenes Wettkampfsystem existiert nicht, obwohl es im Laufe der Jahre immer wieder Versuche gab, dies zu initiieren. Zur weiteren Verbreitung trug insbesondere Bart Vale bei, der nach drei Jahren als New Japan Champion in die Vereinigten Staaten zurückkehrte und dort die Grundzüge des Shoot Wrestlings zusammenfasste, um einige Tritt- und Schlagtechniken ergänzte und als eigenes System unter dem Namen Shootfighting lehrte. Zu diesem Zweck gründete er auch die International Shootfighting Association, die noch heute existiert und einige Schulen in den Vereinigten Staaten unterhält. Außerhalb der USA existieren lediglich Schulen in Indien und Finnland. Bart Vale ließ sich diesen Begriff schützen. Dennoch wird Shoot Fighting auch heute noch synonym gebraucht und referiert sowohl auf Shoot Wrestling wie auch die davon abgeleiteten Stile Shooto und Shoot Boxing.
Zwischen 1984 und 1986 existierte außerdem die japanische Wrestling-Promotion Universal Wrestling Federation (UVW), ein Pionier im sogenannten Shoot Style. Obwohl es sich um eine traditionelle Wrestling-Promotion handelte, also der Ausgang der Kämpfe vorgeschrieben war, war dort ein sehr harter und realistischer Stil zu sehen, der viele Martial-Arts-Techniken beinhaltete. Später fand dieser Stil auch Eingang bei den großen Wrestling-Promotionen wie der World Wrestling Federation (heute: WWE) und der Extreme Championship Wrestling (ECW).
1993 wurde in Japan von Masakatsu Funaki und Minoru Suzuki Pancrase gegründet, eine Mixed-Martial-Arts-Organisation, die sich als Mischung aus Shoot und Professional Wrestling verstand. Einige der Kämpfe sollen auch geskriptet worden sein, wobei aber der Hauptaugenmerk auf echten Kämpfen lag. Seit 2008 ist die Organisation nicht mehr tätig.
In Deutschland findet jährlich im Rahmen des 16 Carat Gold Turniers der wXw die Veranstaltung Ambition statt, in der im Shoot-Style gekämpft wird.

## Bekannte Vertreter
Einer der populärsten Shoot Wrestler ist Kazushi Sakuraba, der sowohl im Profi-Wrestling als auch im MMA große Erfolge feiern konnte. Dies gilt auch für Ken Shamrock, der sowohl in der World Wrestling Federation, als auch im Ultimate Fighting Championship erfolgreich war.